# Velino
Der Velino ist ein Fluss in Mittelitalien, in den Regionen Latium (Provinz Rieti) und Umbrien (Provinz Terni). Er ist ein linker Nebenfluss des Nera, in den er bei Terni mündet.

## Verlauf
Er entspringt am Monte Pozzoni im Gemeindegebiet von Cittareale und ist 90 km lang. Nördlich von Antrodoco durchfließt er die Schlucht Gole del Velino, um danach das Velinotal bis Rieti zu durchqueren. Bei Rieti trifft er auf seine linken Nebenflüsse Salto (südlich von Rieti) und Turano (nördlich von Rieti) sowie im Stadtzentrum auf die Ponte Romano (dt. Römerbrücke). Nach der Gemeinde Colli sul Velino wechselt er von der Provinz Rieti in die Provinz Terni und erhält kurz darauf die Abflüsse des Sees Lago di Piediluco, die hier rechtsseitig eintreten. Kurz vor seiner Mündung in den Nera stürzt der Fluss 165 Meter tief über den Cascata delle Marmore (dt. Marmorwasserfall) ins Valnerina und mündet von links kommend in den Nera.

## Bilder

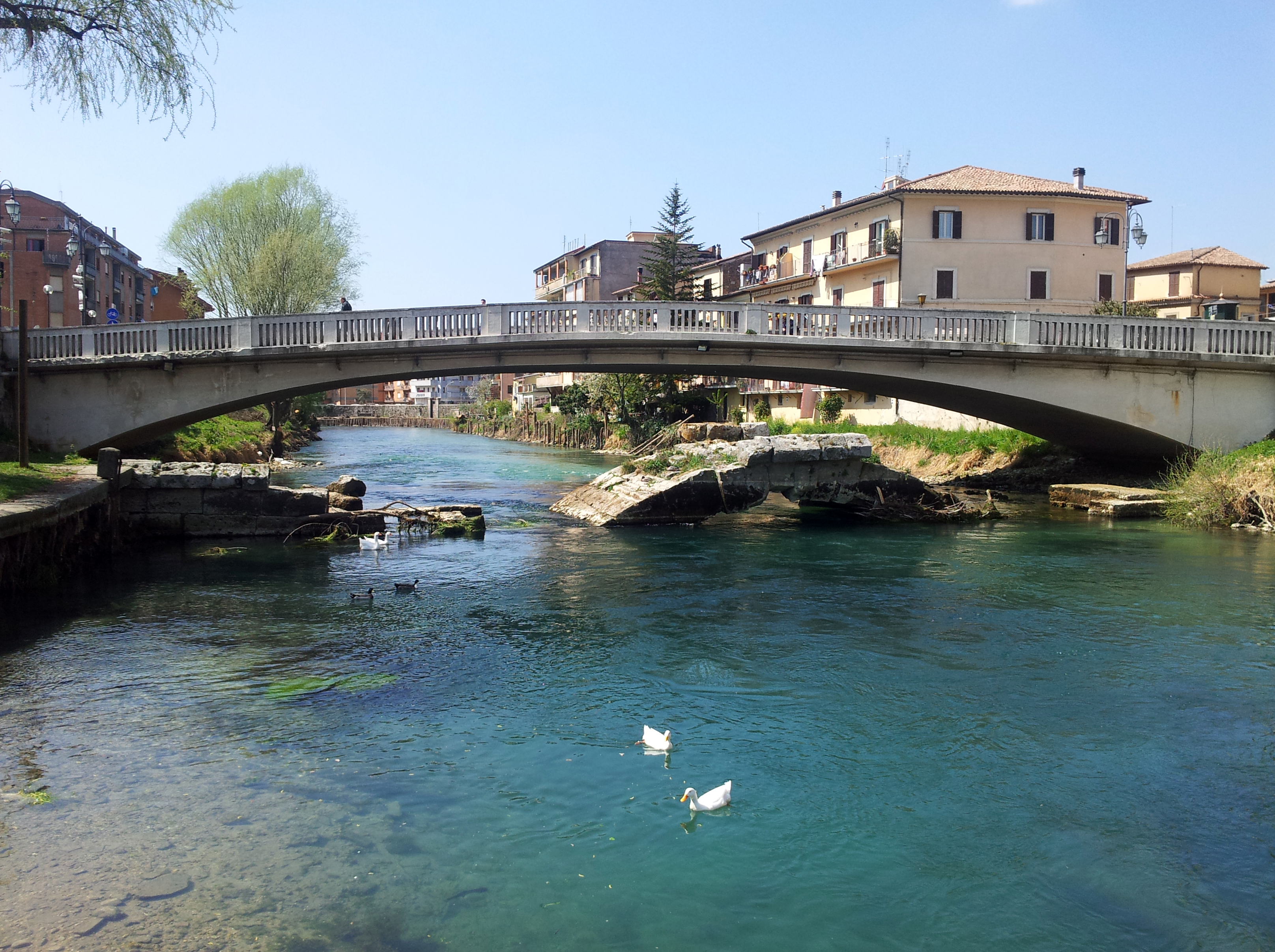
Die Ponte Romano in Rieti
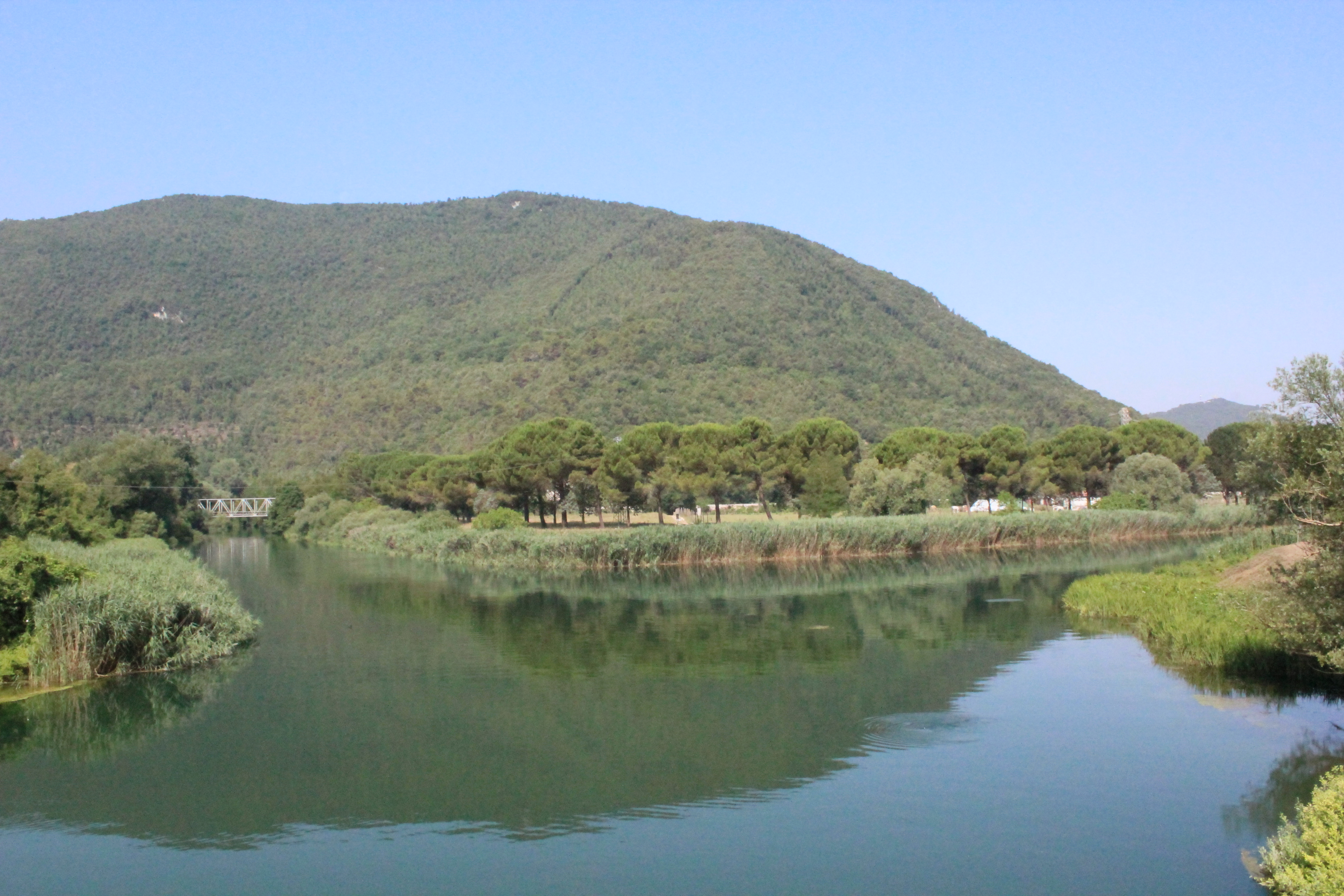
Der Zufluss der Wasser aus dem See Lago di Piediluco über den Fosso di Leonessa (unten) in den Velino
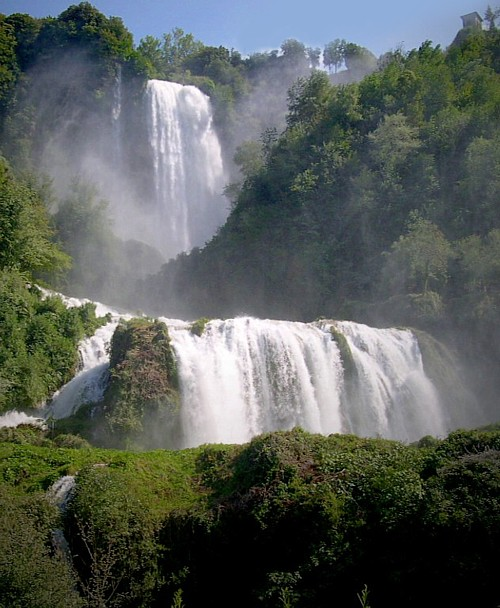
Der Velino am Wasserfall Cascata delle Marmore in Terni
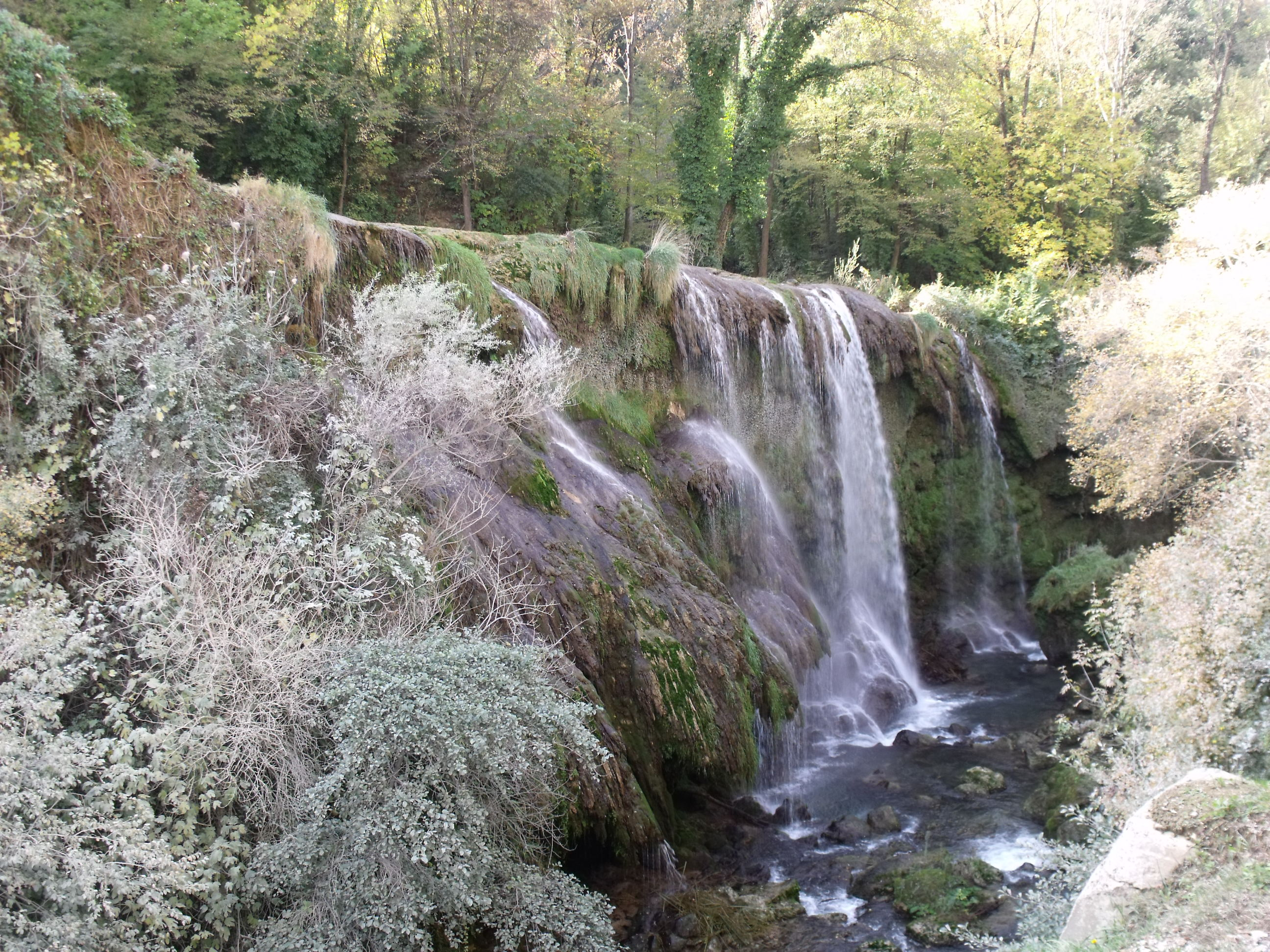
Der Velino nach dem Wasserfall Cascata delle Marmore als Zufluss in den Nera